# Virtualització
La virtualització és un mecanisme que permet compartir una màquina física per executar diverses màquines virtuals que consisteixen en sistemes operatius. Aquestes màquines virtuals comparteixen els recursos lliures de CPU, memòria, disc i connexió de xarxa que d'altra manera estarien sense aprofitar esperant només puntes de treball.
Aquest sistema permet poder executar aquestes màquines virtualitzades amb independència del maquinari que tinguin per sota. No cal reinstal·lar ni migrar un sistema per moure una màquina virtual.
En la informàtica, el de virtualització és un concepte ampli que es refereix a l'abstracció dels recursos d'una computadora.
Aquest terme és prou antic: s'ha utilitzat des d'abans de 1960, i s'aplica a diferents aspectes i àmbits de la informàtica, des de sistemes computacionals complets fins a capacitats o components individuals. El tema comú de totes les tecnologies de virtualització és l'ocultació dels detalls tècnics a través de l'encapsulació.
La virtualització crea una interfície externa que amaga una implementació subjacent mitjançant la combinació de recursos en localitzacions físiques diferents, o per mitjà de la simplificació del sistema de control.

## Virtualització per maquinari
Ens podem trobar amb tres tipus de virtualització per maquinari:
Virtualització completaEn aquest cas tenim una emulació completa dels components físics, utilitzant el SO amfitrió com a proxy per utilitzar el maquinari. Amb aquest tipus de virtualització podem obtenir funcionalitats com reserva de memòria, tindrem una CPU virtual. Per obtenir una virtualització completa podem utilitzar VMWare o VirtualBox, per exemple.
ParavirtualitzacióEl sistema operatiu convidat es comunica amb el programa de virtualització permetent que el programa intermediari de virtualització modifique el nucli del sistema operatiu segons es trobe convenient. En aquest tipus de virtualització es poden executar diferents sistemes operatius de forma simultània. Les funcionalitats són les de tenir una memòria partida, una CPU partida, targetes de xarxa separades. Per obtenir aquesta virtualització podem utilitzar Xen, UML.
Virtualització parcialEn aquest últim cas, es col·labora entre l'amfitrió i els convidats, utilitzant el mateix sistema operatiu, obtenint que es puguin tenir execucions simultànies de diverses instàncies del sistema operatiu, però aïllats. Així doncs, els amfitrions obtenen un accés directe al maquinari. Per obtenir una virtualització parcial podem utilitzar OpenVZ, BSD Jails o tecnologies conegudes com de contenidors de programari, com ara LXC, Solaris Containers o Docker.
Utilitzar aquest mecanisme ens pot ajudar a tenir un estalvi tant d'energia com d'espai, tenir una major eficiència i agilitat dins de la companyia, poder gestionar de forma més eficient els recursos, increment de la productivitat, estalvi de temps i diners, ja que no requerim tant de hardware. Interessant utilitzar virtualització per dur a terme processos lleugers, agregació de serveis.
La distribució del sistema és dinàmica, llavors per obtenir millores quant a la funcionalitat de la màquina virtual podrem incrementar la CPU assignada, la memòria, el disc dur.
Hem de tenir en compte que no és recomanable utilitzar virtualització per processos pesats ni tampoc per processos que requereixen una potència computacional alta.

Per a crear una màquina virtual haurem de tenir en compte els següents aspectes:
Crear el disc dur del sistema amb la mida que nosaltres desitgem Tenir en compte quanta memòria necessitarem, cpu, discosInstal·lar el sistema operatiu una vegada tenim tot configuratConfigurar els serveis
Si fos el cas que necessitem eliminar una màquina virtual hauríem de realitzar els següents passos:
Realitzar un backup de les dades dels usuaris o de zones compartides de memòria, ja que pot ser d'utilitat si cal més endavantDesactivar els usuaris que tenen accés a la màquina virtualParar tots els serveisAnular el registre de la màquina virtual. Esborrar la partició corresponent a la màquina
La densitat de màquines virtuals és la capacitat que té una màquina física de suportar un nombre de potencials màquines virtuals i és un indicador en la forma de ràtio màquines virtuals potencials suportables per màquina física.

## Models de virtualizació
- El model de tipus 1 (o Hypervisor): Sobre el hardware està la capa de middleware i sobre aquesta els sistemes operatius amfitrió.
- El model de tipus 2: El sistema operatiu original s'anomena «sistema operatiu amfitrió» i els sistemes virtuals se'n diuen «sistemes operatius convidats».
- El model híbrid: Combina ambdós tipus.[5]

## Virtualització d'escriptori
Segueix el concepte d'aïllar una instància lògica del sistema operatiu del client que hi accedeix. La instància del sistema operatiu es pot executar de forma local o remota.
Així doncs, les instàncies basades en host requereixen que els usuaris interactuïn amb els seus ordinadors a través d'una xarxa utilitzant un protocol de visualització remota. En aquesta categoria s'inclou:
- Màquines virtuals basades en host

Cada usuari es connecta a una màquina virtual hostejada en un centre de dades. D'aquesta forma, tenim la possibilitat d'entrar a la mateixa màquina virtual permetent-nos personalitzar la màquina, això se'n diu escriptori persistent, o d'altra banda, que ens doni una màquina virtual aleatori, el que s'anomena escriptori no persistent
- Hostatjament compartit

L'usuari es connecten a qualsevol escriptori compartit 
- Màquines físiques basades en host

El sistema operatiu corra directament en el hardware físic del centre de dades
Per l'altra banda, tenim la virtualització d'escriptori basada en el client. Per aquest tipus de virtualització cal que el processament es produeixi en un hardware local. Aquest tipus de virtualització pot incloure:
- Transmissió del sistema operatiu

Bota el sistema operatiu a través de la xarxa, però s'executa en hardware local. D'aquesta forma, això és útil quan volem executar la mateixa imatge per a grups d'equips diferents. 
- Màquines virtuals basats en clients

El sistema operatiu s'executa en un ordinador amb un hipervisor al seu costat. Aquestes tipus de màquines poden ser gestionades sincronitzant de forma regular la imatge de disc amb un servidor.

## Virtualització dels sistemes d'emmagatzemament
Aquesta tecnologia de virtualizació centralitza l'emmagatzemament de dades afegint una interfície de programari i/o maquinari virtualizat (o abstret) que guia les aplicacions a les dades emmagatzemades sense que les aplicaciones hagen d'especificar com localitzar les dades que demanen.